# Silent Planet
Silent Planet är ett amerikanskt metalcoreband som bildades i Azusa, Kalifornien, 2009. Namnet är hämtat från C. S. Lewis science fiction-roman Out of the Silent Planet. Gruppen består av sångaren Garrett Russell, gitarristen och sångaren Mitchell Stark, trummisen Alex Camarena och basisten Nick Pocock. De är för närvarande kontrakterade till Solid State Records och har släppt fem studioalbum. Deras senaste album, Superbloom, gavs ut den 3 november 2023.

## Historia

### Bildande, medlemsbyten och de första släppen (2009–2014)
Innan Silent Planet spikade den slutliga sättningen för Come Wind, Come Weather repade de i musikbyggnaden vid Azusa Pacific University. De delade replokaltid med hardcorebandet Hepafilter, där Russell också var huvudsångare. Russell spelade in en EP med titeln Coward tillsammans med Hepafilter och turnerade med dem tills gruppen upplöstes i slutet av 2011.
År 2012 spelade bandet in sin första EP, Come Wind, Come Weather, i Atlanta, Georgia, med producenten Matt Goldman och gav ut den den 15 maj 2012. Därefter turnerade gruppen med band som Becoming the Archetype, I, of Helix och Dayseeker samt uppträdde på California Metalfest 2012.
Den 14 februari 2013 släppte Silent Planet låten ”Tiny Hands (Au Revoir)”, som berättar historien om Marguerite Rouffanche, en av överlevarna från massakern i Oradour-sur-Glane den 10 juni 1944 under andra världskriget. Bandet fortsatte därefter att turnera och deltog i Scream the Prayer Tour tillsammans med band som Wolves at the Gate och Fit for a King. Den 23 juli presenterade de ”Darkstrand (Hibakusha)”, som liksom ”Tiny Hands (Au Revoir)” skildrar ett offer för andra världskriget; den här gången är berättelsen förlagd till Japan strax efter atombomben mot Hiroshima.
Den 2 januari 2014 släpptes deras femspåriga EP lastsleep (1944–1946), som bygger på berättelser om andra världskrigets offer. Den innehåller de två låtar som gavs ut 2013 tillsammans med ”Wasteland (Vechnost)” och två instrumentala spår. Senare samma år turnerade de med band som Sleeping Giant, This or the Apocalypse, Phinehas, Those Who Fear, Lionfight och The Ongoing Concept.

### The Night God Slept (2014–2015)
Den 17 maj 2014 meddelade Silent Planet att de hade färdigställt sitt debutalbum. Den 13 juli uppgav bandmedlemmarna att albumet skulle släppas hösten 2014 via ”ett artistvänligt skivbolag som låter oss behålla full kreativ kontroll”. Den 14 september avslöjade bandet att skivan skulle ges ut den 10 november 2014. Den 19 september lade de ut en ledtråd om albumtiteln på sin Facebook-sida.
Den 23 september meddelades att debutalbumet The Night God Slept skulle släppas via Solid State Records. Gruppen lade sedan upp några nya låtar från skivan på sin Facebook-sida, med start med ”XX (City Grave)” den 30 september, följt av ”Native Blood” den 23 oktober, ”Firstwake” den 2 november och ”Depths II” den 5 november. Den 30 september 2015 tillkännagav Efimov att han lämnar bandet.

### Everything Was Sound (2016–2017)
Den 27 april 2016 tillkännagav Silent Planet på Vans Warped Tour sitt andra studioalbum, Everything Was Sound, som släpptes den 1 juli 2016. Bandet släppte tre singlar från skivan, varav två hade tillhörande musikvideor. ”Panic Room” blev tillgänglig den 12 maj. ”Psychescape”, med Spencer Chamberlain från Underoath, utgavs den 2 juni. Den tredje och sista singeln, ”Orphan”, presenterades den 17 juni.
Den 26 oktober framkom att trummisen Alex Camarena har bildat ett sidoprojekt kallat Nothing Left tillsammans med bröderna Brandon och Ryan Leitru, tidigare från bandet For Today. Projektet består även av Danon Saylor, före detta sångare i A Bullet for Pretty Boy, och Devin Henderson från Take It Back!. De planerar att släppa ny musik innan årets slut genom Nuclear Blast.

### When the End Began (2018–2019)
Den 15 juni 2018 släppte Silent Planet singeln ”Northern Fires (Guernica)”, som behandlar det spanska inbördeskriget. Den 17 juli presenterade de ytterligare en singel med titeln ”Vanity of Sleep”, som skildrar modern konsumtionsdesperation. Den 7 augusti tillkännagav bandet sitt tredje studioalbum, When the End Began, vilket gavs ut den 2 november 2018.
Den 17 augusti släpptes den tredje singeln, ”Share the Body”, tillsammans med en tillhörande musikvideo. Den 14 september gjorde gruppen den fjärde singeln, ”In Absence”, tillgänglig för streaming. Den 19 oktober, en månad före albumsläppet, kom den femte och sista singeln från albumet, ”The New Eternity”. Den 18 augusti 2019 släppte bandet dessutom låten ”Shark Week”, en B-sida från albumets inspelningar.

### Iridescent (2020–2022)
Den 24 januari 2020 släppte Silent Planet The Night God Slept Redux, en nyinspelad version av deras debutalbum. Den 14 februari släppte bandet ”Trilogy”, en singel som kretsar kring sångaren Garrett Russells vistelse på en psykiatrisk klinik, där han skrev texten i ett enda svep. Den 17 april släppte bandet en instrumental version av nyinspelningen av The Night God Slept. Den 24 april följde de upp med den instrumentala versionen av Everything Was Sound. Den 1 maj släppte de den instrumentala versionen av When the End Began.
Den 23 mars 2021 meddelade bandmedlemmarna officiellt att det fjärde albumet var färdigställt. Den 9 april, efter att ha presenterat några omslagsbilder under de föregående dagarna, tillkännagav de under den globala covid-19-pandemin ett överraskningssamarbete med Fit for a King. Samarbetet innebar att båda banden sångare medverkade på omarbetade versioner av deras senaste låtar och att båda banden även skulle släppa en begränsad merch-kollektion för att marknadsföra samarbetet.
Den 20 augusti släppte gruppen överraskande en helt ny singel, ”Panopticon”. Den 17 september presenterade Silent Planet officiellt den tredje singeln ”Terminal” tillsammans med en musikvideo. Samtidigt avslöjade bandet att deras kommande fjärde album skulle heta Iridescent och släppas den 12 november 2021, samt visade upp omslag och låtlista. För att marknadsföra albumet meddelade de även att de kommer att vara förband på Motionless in Whites ombokade USA-turné, tillsammans med Light the Torch och Dying Wish, som startade i maj 2021. Den 22 oktober, en månad före albumsläppet, debuterade gruppen den fjärde singeln ”Anhedonia”.

### Superbloom (2022–2024)
Den 22 juli 2022 debuterade Silent Planet sin första singel, ”:Signal:”. Den 9 juni 2023 meddelade Thomas Freckleton att han lämnat bandet för att tillbringa mer tid med sin familj och på grund av en steloperation i ryggen som blivit alltmer smärtsam. Senare tillkännagavs att bandets turnémusiker Nick Pocock skulle bli deras nya basist. Den 21 juli presenterade bandet sin andra singel, ”Antimatter”, tillsammans med en tillhörande musikvideo.
Den 24 augusti släppte bandet sin tredje singel, ”Collider”, tillsammans med en musikvideo. Samtidigt meddelade de officiellt att deras femte studioalbum, Superbloom, skulle släppas den 3 november 2023, och visade upp både omslag och låtlista. Datumet är särskilt betydelsefullt för bandet eftersom de samma dag 2022 var inblandade i en allvarlig turnébussolycka som svårt skadade Garrett Russell; hans omtöcknade tillstånd inspirerade delvis albumets tillkomst.
Den 22 september släppte bandet den fjärde singeln ”Anunnaki” tillsammans med en musikvideo. Musikvideon till ”Offworlder” släpptes den 3 november 2023 i samband med albumets release.
Den 13 december 2024 släppte bandet en ny singel, ”Mindframe”, tillsammans med en musikvideo och tillkännagav samtidigt sin självständighet från sina långvariga skivbolag Solid State och UNFD.

### Bloom In Heaven EP with Invent Animate
Den 15 januari 2025 lade Invent Animate upp ett Instagram-inlägg med texten ”BLOOM”. 
Den 23 januari 2025 att en ny singel, ”Return To One”, skulle släppas och att banden den 28 mars 2025 skulle ge ut en gemensam EP med tre låtar, Bloom In Heaven, tillsammans med Invent Animate.

## Musikstil och influenser
Musikaliskt har Silent Planet beskrivits som metalcore och mer specifikt progressiv metalcore. De är kända för sitt intrikata sound och sin användning av postrockinfluenser. Bandet har också uppmärksammats för sina tankeväckande texter som behandlar ämnen som krig, psykologi, religion och politik. Russell nämner låtar som ”No Place to Breathe” (till stöd för Black Lives Matter) och ”Alive, as a Housefire” (som tar upp den ideologiska klyftan i USA) som tydliga uttryck för bandets politiska övertygelser.